# Megachile policaris
Megachile policaris là một loài Hymenoptera trong họ Megachilidae. Loài này được Say mô tả khoa học năm 1831.